# Asamblea Popular de la República de Daguestán
La Asamblea Popular de la República de Daguestán (del ruso: Народное собрание Республики Дагестан) es el organismo que posee el poder legislativo en la República de Daguestán. Sucedió al Soviet Supremo en 1995. El actual presidente es Zaur Askendérov del partido Rusia Unida.

## Estructura
La Asamblea Popular está formada por un total de 90 diputados. Son elegidos por cinco años por voto secreto y sufragio universal. El Presidente del Consejo de Ministros es nombrado por el Consejo de Estado con el consentimiento de la Asamblea Popular. Por esa razón, el gobierno de la República de Daguestán es responsable y rinde cuentas tanto al Consejo de Estado como a la Asamblea Popular.